# Emma Samms
Emma Samms, de son vrai nom Emma Elizabeth Wylie Samuelson, née le 28 août 1960 à Willesden, quartier de Londres, en Angleterre, au Royaume-Uni, est une actrice, scénariste et productrice britannico-américaine de la télévision.
Interprète régulière du rôle de Holly Sutton dans le feuilleton General hospital, elle est surtout connue pour avoir incarné le rôle de Fallon Carrington dans le feuilleton Dynastie, à la suite de Pamela Sue Martin, et dans son spin off, Dynastie 2 : Les Colby.

## Vie privée
Emma Samms a été mariée quatre fois : le 23 février 1991, elle épouse l'avocat Bansi Nagji. Le couple divorce le 27 mai 1992. Elle convole en secondes noces avec son avocat, Tim Dillon. Le mariage a lieu en janvier 1994 et le divorce est prononcé en 1995. Son troisième mariage dure plus longtemps. Elle épouse John Holloway en 1996. Elle ne divorcera qu'en 2003.
Enfin, le 9 octobre 2021, elle épouse le présentateur de télévision Simon McCoy.
Emma a également eu des relations avec le compositeur Marvin Hamlisch (1979), les acteurs  Arsenio Hall, John Stamos, Jon-Erik Hexum, Tristan Rogers ou Jonathan Prince.

## Filmographie
- 1979 : Le Trésor de la montagne sacrée
- 1980 : Encore plus de mystères de l'Ouest (TV)
- 1981 : Les Survivants du Goliath  (TV)
- 1984 : Ellis Island (TV serie)
- 1986 : Drame en trois actes (Murder in Three Acts)
- 1989 : Le Cavalier masqué (TV)
- 1990 : The Shrimp on the Barbie
- 1991 : Bejewelled (TV)
- 1991 : Un crime dans la tête (Delirious)
- 1993 : Robin Cook's Harmful Intent (TV)[2]
- 1994 : Treacherous Beauties (TV)[3] (Les Armes de la Passion)
- 1994 : Terminal Voyage (en)
- 2002 : Pretend You Don't See Her (TV)
- 2002 : The Adventures of Tom Thumb and Thumbelina de Glenn Chaika
- 2004 : Boogeyman - La porte des cauchemars
- 2005 : The Marksman (Nuclear Target)

### Apparitions à la télévision
- 1982 - 2012 : General Hospital : Holly Sutton Scorpio
- 1985 - 1989 : Dynastie : Fallon Carrington Colby #2
- 1985 - 1987 :Dynastie 2 : Les Colby : Fallon Carrington Colby
- 1989 : The Magic of David Copperfield XI: Explosive Encounter

- 1991 : Dynasty: The Reunion :  Fallon Carrington Colby
- 1993 : Loïs et Clark : Les Nouvelles Aventures de Superman : Arianna Carlin Luthor
- 1994 - 1995 : Models Inc. (TV series) : Grayson Louder (18 épisodes)
- 2005 : Supernova de John Harrison (téléfilm) : Laurie Stephenson

- 2006 : Dynasty Reunion : Catfights & Caviar
- 2012 : Casualty : Patient, Rachel Greer

## Voix françaises
- Dorothée Jemma dans :
  - Hôtel (1984-1985)
  - Dynastie 2 : Les Colby (1985-1987)
  - Drame en trois actes (1986)
  - Nuclear Target (2005)

- Martine Messager dans Le Trésor de la montagne sacrée (1979)
- Brigitte Morisan dans Dynastie (1985-1989)
- Marie Vincent dans Un crime dans la tête (1991)